# 卡斯特拉内广场

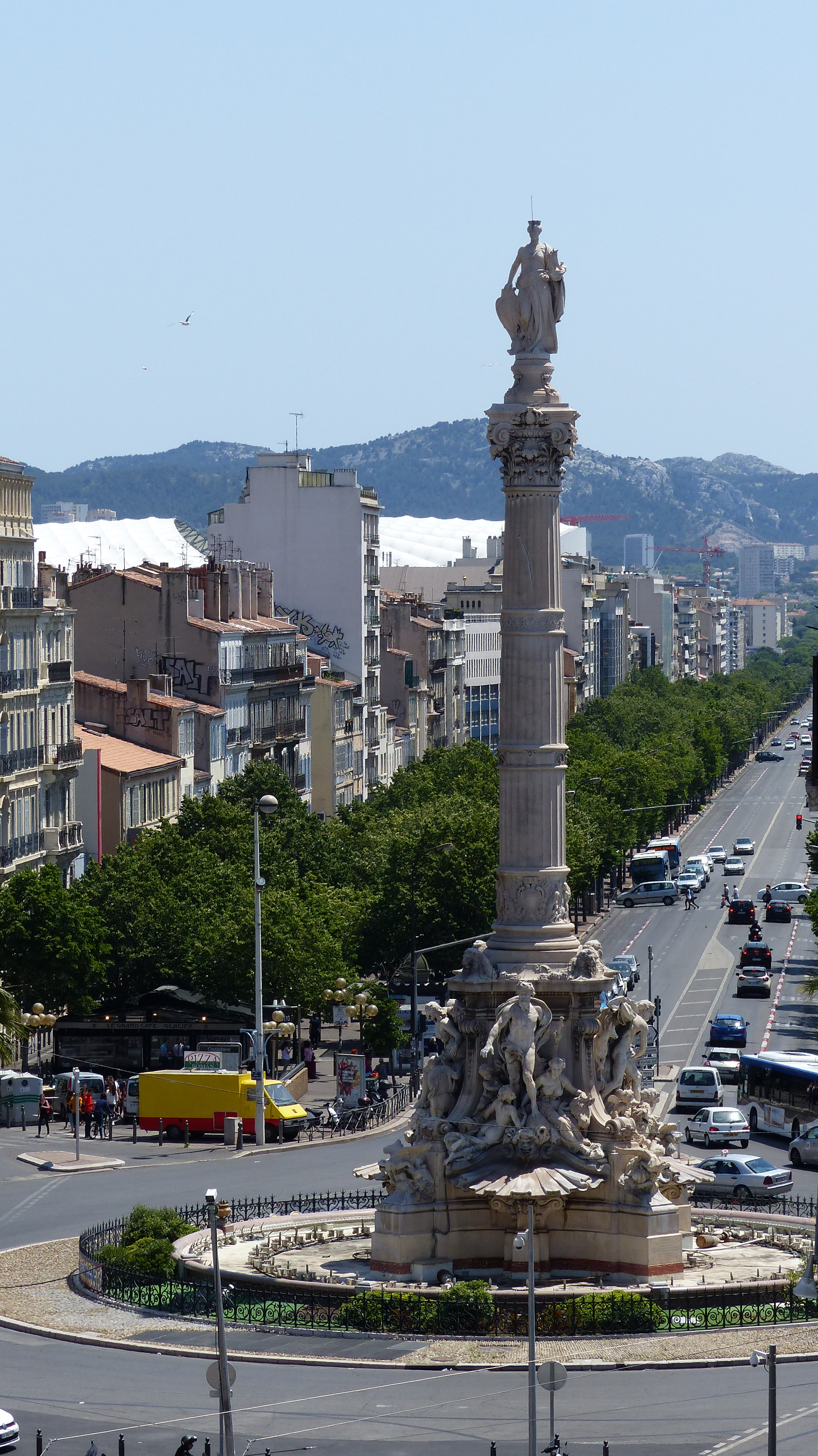
卡斯特拉内广场

卡斯特拉内广场（法語：Place Castellane）是法国罗讷河口省省会马赛第六区一个历史悠久的广场，建于1774年。

## 历史
广场得名于一位贵族亨利-塞萨尔·德·卡斯特拉内-马亚斯特尔（Henri-César de Castellane-Majastre），他在1774年捐赠了用于开辟广场的土地。1798年，广场中央兴建了喷泉和方尖碑，用作洗衣房。 。
1911年，方尖碑搬迁至马扎尔古（Mazargues）。 与此同时，朱尔·坎蒂尼（Jules Cantini）捐赠了一座新喷泉，由雕塑家安德烈-约瑟夫·阿拉尔（André-Joseph Allar）设计。 喷泉完成于1913年，代表普罗旺斯的三条河流：迪朗斯河、加尔东河和罗讷河。
这个广场, 与原来的方尖碑，出现在约瑟夫·康拉德1919年的小说《金色之箭》（The Arrow of Gold）中。